# Azon de Mtskheta
Azon de Mtskheta est un patrice semi légendaire de Karthli du IVe siècle av. J.-C.
Selon la Chronique géorgienne du prince Vakhoucht Bagration l'Historien étudiée par Marie-Félicité Brosset, Azon ou Azo, fils d'Iardos, serait un patrice natif de Macédoine à qui Alexandre le Grand aurait confié le gouvernement de la Géorgie après avoir conquis le pays et tué le mamasakhlissi Samara de Mtskheta.
Azon aurait contrôlé le pays à partir de quatre citadelles situées aux points cardinaux ; en outre, il se serait emparé de l'Egris (Colchide) et il aurait également rendu tributaires les Ossètes, les Lechs et les Khazars.
Azon se serait comporté comme un tyran sanguinaire avant d'être tué lors d'une révolte générale des Géorgiens menés par le jeune Pharnabaze qui revendiquait l'héritage de ses ancêtres. Le caractère merveilleux des événements qui entourent la prise de pouvoir par Pharnabaze démontre l'aspect largement mythologique de ces personnages.

## Sources
- Nodar Assatiani et Alexandre Bendianachvili, Histoire de la Géorgie, Paris, l'Harmattan, 1997, 335 p. [détail des éditions] (ISBN 2-7384-6186-7, présentation en ligne), p. 38.